# Гроздья смерти
Гроздья смерти (фр. Les Raisins de la mort) — французский фильм ужасов 1978 года режиссёра Жана Роллена, один из первых сплаттер-фильмов Франции. Данная картина стала дебютом в художественном кино актрисы Бриджит Лаэ (до этого снималась исключительно в порнофильмах).

## Сюжет
На одной из сельскохозяйственных виноградных плантаций был распылён новый вид пестицидов. Ядовитые вещества попали в организм некоторых людей, которые превратились в зомби. 

## В ролях
- Мари-Жорж Паскаль — Элизабет
- Феликс Мартен — Пол
- Серж Маркан — Люсьен
- Мирелла Ранселот
- Патрис Валота
- Патрисия Картье
- Мишель Хервал
- Бриджит Ляэ — зомби

## Производство
Идея подобного фильма принадлежала продюсеру Жану-Мари Женассье, который понёс серьёзные убытки от финансирования одного из прошлых фильмов Роллена Окровавленные губы. На этот раз продюсер предложил создать нечто в направлении фильма-катастрофы, которые в этот период были весьма популярны. По задумке опасность в картине должны были нести какие-либо обыденные вещи. Тогда Роллен предложил в качестве таковых использовать табак или вино, и Женассье выбрал последний вариант.
Несмотря на то, что съёмки фильма производились в пустынной гористой местности, где было довольно холодно, актриса Бриджит Ляэ, сыграла свои сцены, будучи полностью обнаженной.

## Факты
- Схожий приём, появление зомби в результате халатного использования сельскохозяйственных разработок, был использован в фильме 1974 года «Пускай мёртвые лежат в могилах» (здесь, в качестве подобной инновации, использовался специальный прибор, испускавший лучи и убивавший ими вредителей-насекомых).
- Сцена, в которой Бриджит Лаэ появляется с двумя псами, многими считается реминисценцией таковой из Чёрного воскресенья Марио Бавы.